# Jolanta Kwaśniewska
Jolanta Kwaśniewska (roz. Konty; * 3. června 1955, Gdaňsk) je polská právnička, jež zastávala v letech 1995–2005 úřad první dámy Polska. Jejím manželem je bývalý polský prezident Aleksander Kwaśniewski.

## Život
Je dcerou Juliana Kontyho. Po absolvování lycea, vystudovala práva na univerzitě v Gdaňsku. Za svého muže se vdala v roce 1979, o dva roky později se jim narodila dcera Aleksandra (* 1981).

## Vyznamenání
- velkostuha Řádu Leopoldova – Belgie, 1999
- rytíř velkokříže Řádu Isabely Katolické – Španělsko, 2001
- Řád drahocenné koruny I. třídy – Japonsko, 2002
- velkokříž Záslužného řádu Spolkové republiky Německo – Německo, 2002
- Řád kříže země Panny Marie I. třídy – Estonsko, 18. března 2002[6]
- Kříž prezidenta Slovenské republiky I. třídy – Slovensko, 25. dubna 2002[7]
- čestný společník Národního řádu za zásluhy – Malta, 25. října 2002[8]
- velkokříž Norského královského řádu za zásluhy – Norsko, 16. září 2003[9]
- velkokříž Řád za zásluhy – Portugalsko, 7. července 2004[10]
- velkokříž Řádu tří hvězd – Lotyšsko, 4. července 2005[11]